# Zygmunt Przybyłkiewicz

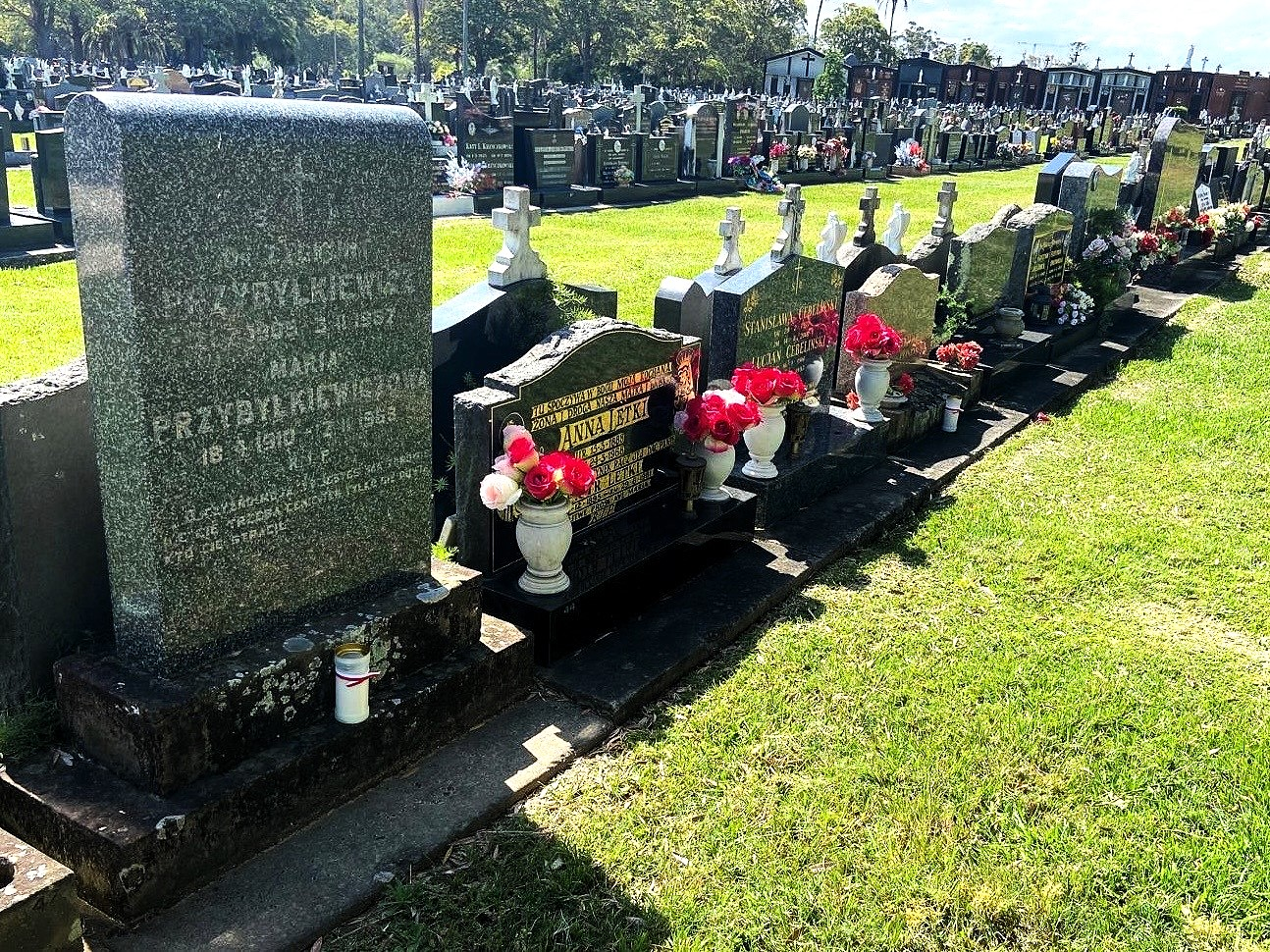
Grób Zygmunta Przybyłkiewicza (2024)

Zygmunt Bronisław Przybyłkiewicz, ps. Prawdzic (ur. 21 lipca 1905 w Tarnowie, zm. 3 listopada 1967 w Sydney) – polski prawnik, publicysta, dyplomata.

## Życiorys
Był synem Władysława Romana, urzędnika administracji samorządowej, i Zofii Pankiewicz dyrektorki żeńskiej szkoły zawodowej w Tarnowie. W 1923 zdał maturę w Państwowym II Gimnazjum w Tarnowie (w 1921 uczył się w liceum w Nancy). W latach 1923–1927 studiował prawo na Uniwersytecie Jagiellońskim, uzyskując tytuł doktora w 1930. Ukończył też Szkołę Nauk Politycznych przy UJ. W czasie studiów należał do krakowskiego koła literackiego lit.-art. oraz był wiceprezesem Bratniej Pomocy Studentów UJ. 
Początkowo pracował w Ministerstwie Przemysłu i Handlu. W 1932 przeszedł do służby w Ministerstwie Spraw Zagranicznych. Od 1 lutego 1932 do 31 maja 1933 pracował w Konsulacie RP w Trieście, a od 1 czerwca do 30 września 1933 w Konsulacie RP w Amsterdamie, następnie do końca 1933 w centrali MSZ w Warszawie. W 1934 na polecenie MSZ zorganizował Konsulat Honorowy w Batawii w Indiach Holenderskich. W lutym 1942, przed zajęciem Jawy przez Japończyków, opuścił Batawię na ostatnim statku udającym się do Australii. W marcu 1942 dotarł do Sydney. Został tam zastępcą Sylwestra Gruszki, kierownika polskiej placówki konsularnej, na którego polecenie rozpoczął wydawanie w maju 1942 biuletynu informacyjnego dla Polaków w Australii pt. „Wiadomości Polskie”, których był redaktorem do roku 1950. Po 1945 pozostał na emigracji, po zamknięciu Konsulatu RP w Sydney z dniem 31 grudnia 1945 utrzymywał się, pracując w biurach podróży. Zmarł na zawał mięśnia sercowego w Sydney i tam  pochowany został na cmentarzu katolickim cmentarzu Rookwood. Zbiór jego poloników znajduje się w bibliotece uniwersytetu w Canberze. 
Od 1935 jego żoną była Zofia z Wójcikiewiczów, a od 1960 z Rosjanka Maria Haycraig. Nie miał dzieci. 

## Ordery i odznaczenia
- Srebrny Krzyż Zasługi (11 listopada 1936)[1]

## Wybrane publikacje
- Indje Holenderskie, Warszawa 1936.